# يوجين جوث
يوجين جوث (بالإنجليزية: Eugene Guth)‏ (و. 1905 – 1990 م) هو فيزيائي، وعالم نووي، وأستاذ جامعي من الولايات المتحدة الأمريكية .

## التعليم
تعلم في جامعة فيينا

## مناصب وهيئات
أدار جامعة نوتر دام.